# Estadi Monumental Virgen de Chapi
L'Estadi de la UNSA, també anomenat Estadi Monumental Virgen de Chapi, és un estadi esportiu de la ciutat d'Arequipa, al Perú. És propietat de la Universitat Nacional de Sant Agustí.
Va ser inaugurat el dia 11 de novembre de 1993. La seva capacitat és per a 60.000 espectadors.
És la seu dels clubs FBC Melgar i IDUNSA. Ha estat seu dels Jocs Bolivarians, de la Copa Amèrica de futbol de 2004 i la final de la Copa Sud-americana de 2003 entre Cienciano i River Plate.